# دوروتی هد نود
 دوروتی هد نود (انگلیسی: Dorothy Head Knode؛ زادهٔ ۴ ژوئیهٔ ۱۹۲۵) یک تنیس‌باز اهل ایالات متحده آمریکا است.